# 早安啊!曼克頓
早安啊!曼克頓為2004年森美小儀歌劇團的主題，於2004年8月19日至8月21日，理工大學賽馬會綜藝館進行4場公演。
今次特別演出嘉賓為梁漢文、何韻詩、EO2、董敏莉、吳日言、鄭融、陳小春及葛民輝。

## 故事簡介
曼克頓的50年，金光璀璨。
俄亥俄州ＤＪ艾蒙與女友姬絲汀來參與明天之全國唱片騎師大獎。滿心希望，
卻發現森姆原來才是明天大熱ＤＪ，獎項必為他的囊中物，為了得獎，
艾蒙決定不顧一切，也要除去森姆。一夜之間，掀起一齣既驚險，又惹笑的黑色奇情大型音樂劇。

## 演員

### 主角
- 森美　飾　森姆
  - 為曼克頓當時得令的DJ，全國唱片騎師大賽五強之一，後遭暗殺並以"假森姆"身份出現。

- 小儀　飾　吉蒂
  - 酒店清潔女工，唯一目擊兇殺案發生之人，嘗試勸兇手自首不果反遭被殺。

- 梁漢文　飾　艾蒙
  - 為俄亥俄州早晨新聞報導員， 姬絲汀之男友，全國唱片騎師大賽五強之一，因獲提名而前往曼克頓參賽。

- 何韻詩　飾　姬絲汀
  - 艾蒙之女友，陪同艾蒙前往曼克頓參賽。

### 配角
- EO2　飾　探長/探員

- 董敏莉　飾　舞女

- 鄭融　飾　舞女

- 吳日言　飾　舞女

- 詹志文　飾　米高
  - 全國唱片騎師大賽五強之一。

- Ken　飾　史密夫
  - 全國唱片騎師大賽五強之一。

- 阿喱　飾　奇雲
  - 全國唱片騎師大賽五強之一。

### 其他
- 陳小春　飾　酒店侍應
  - 與葛民輝相同角色, 出演首三場。

- 葛民輝　飾　酒店侍應
  - 與陳小春相同角色, 出演尾場。

## 歌曲
| 曲目 | 歌曲           | 作曲       | 填詞   | 主唱                                    |
| 1    | 晚安啊！曼克頓 | 梁基爵     | 林若寧 | 森美小儀歌劇團                          |
| 2    | 逐個捉         | 梁基爵     | 林若寧 | EO2                                     |
| 3    | 豁達崇拜       | 梁基爵     | 林若寧 | 森美、梁漢文、詹志文、Ken、阿喱         |
| 4    | 掃地皇后       | Billy Joel | 林若寧 | 小儀、森美小儀歌劇團                    |
| 5    | 愛與仇         | 梁基爵     | 林若寧 | 梁漢文、何韻詩                          |
| 6    | 艷舞女郎       | 梁基爵     | 林若寧 | 董敏莉、吳日言、鄭融、詹志文、Ken、阿喱 |
| 7    | 救命           | 梁基爵     | 林若寧 | 森美、梁漢文                            |
| 8    | 巨星           | 梁基爵     | 林若寧 | 森美、森美小儀歌劇團                    |
| 9    | 兩個只能活一個 | 梁基爵     | 林若寧 | 森美、梁漢文                            |
| 10   | 你今日殺左未   | 梁基爵     | 林若寧 | EO2、詹志文、Ken、阿喱                  |
| 11   | 四人夜話       | 梁基爵     | 林若寧 | 森美、小儀、梁漢文、何韻詩              |
| 12   | 曼克頓之星     | 梁基爵     | 林若寧 | 森美、小儀、梁漢文、何韻詩              |

## 記事
- 2004年6月22日，森美在自己主持的電台節目之中提及，同年8月底會舉行四場舞台劇，製作費高達200萬，同時亦公布歌手梁漢文及何韻詩為該劇目首批角色。[1]

- 2004年7月6日，森美小儀歌劇團為劇目的《早安啊！曼克頓》舉行記者會，並以五十年代服裝作預演。同場公佈其他參與歌手如EO2﹑吳日言﹑董敏莉和鄭融等，及故事內容劇中故事講述一場發生於五十年代的懸疑謀殺案。

- 2004年7月26日，歌劇團九龍灣國際展貿中心進行綵排，歌手許志安帶了湯水前來探班。[2]

- 2004年8月2日，歌手劉德華探望在排練歌舞劇的一眾演員，並帶了兩支開聲茶到場。眾人亦向劉德華回贈果籃，並要求換取四張演唱會飛。[3]同日第一次試著戲服。

- 2004年8月19-22日，《早安啊!曼克頓》正式公演。